# Beylar Eyyubov
 (mars 2023).
Beyler Eyyubov (en azéri:Bəylər Həsən oğlu Eyyubov; né le 10 mars 1951 à Shirazli, district de Vedi, RSS d'Arménie ) est le Chef du service de sécurité du Président de la République d'Azerbaïdjan.

## Parcours professionnel
Le 20 septembre 1993, Baylar Eyyubov est nommé chef adjoint du département principal de la sécurité des autorités suprêmes de l'État et des organes de gestion de la République d'Azerbaïdjan.Le 2 juin 2003, Baylar Eyyubov est désigné premier chef adjoint du service spécial de protection de l'État de la République d'Azerbaïdjan - chef du service de sécurité du président de la République d'Azerbaïdjan. Depuis le 16 mars 2020, B. Eyyubov est le chef du service de sécurité du Président de la République d'Azerbaïdjan.

## Prix et distinctions
Ordre Charaf - 10 mars 2021
- Ordre du Drapeau azerbaïdjanais - 26 décembre 1998
- Ordre Pour le service à la Patrie (1er degré) - 9 mars 2011
- OrdrePour le service à la Patrie (2e degré) - 21 août 2010
- OrdrePour le service à la Patrie (3e degré)
- Médaille de jubilé "10e anniversaire des Forces armées de la République d'Azerbaïdjan (1991-2001)"
- Médaille 90e anniversaire des forces armées d'Azerbaïdjan (1918-2008)
- Médaille 95e anniversaire des forces armées d'Azerbaïdjan (1918-2013)
- Médaille du 100e anniversaire de l'armée azerbaïdjanaise
- Médaille Pour services distingués (1er degré)
- Médaille Pour services distingués (2ème degré)
- Médaille Pour services distingués (3e degré)
- Médaille d'anniversaire 20e anniversaire du Service spécial de protection de l'État de la République d'Azerbaïdjan (1993-2013)